# John Mark
John Mark (16 agosto 1925 – 8 dicembre 1991) è stato un velocista britannico.
Ha gareggiato soprattutto nella specialità dei 400 metri.
Praticante di vari sport all'Università di Cambridge, passò alla storia quando, per la sua giovane età, fu scelto come ultimo tedoforo alle olimpiadi di Londra 1948 nello stadio di Wembley.
Ritiratosi dallo sport, lavorò nell'agricoltura, morendo di ictus.